# Верхні Синівці
Верхні Сині́вці — село в Україні, у Тереблеченській сільській громаді Чернівецького району Чернівецької області.

## Географія
Село розташоване на правому березі річки Молниця, лівої притоки Серету. Розташоване за 20 кілометрів від селища Глибока і за 22 кілометри від залізничної станції Глибока-Буковинська.

## Історія
Село згадується в документах XIV століття[джерело?].

## Відомі люди села
- Процюк Раду Георгійович (9 квітня 1939) — вчений фтизіатр-пульмонолог. Доктор медичних наук, професор. Академік Академії наук вищої освіти України. Заслужений діяч науки і техніки України. Відмінник освіти України.

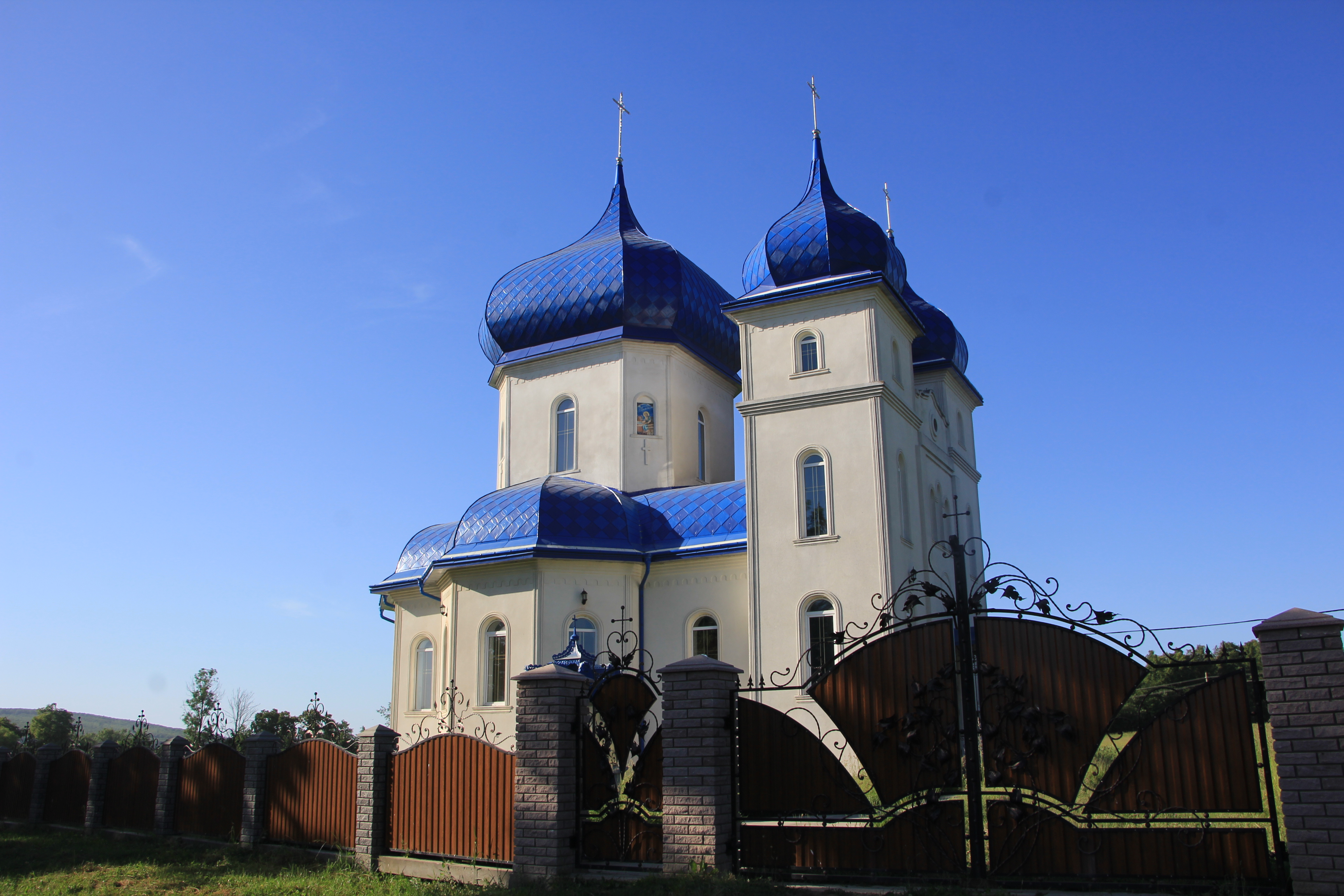
Новий храм с. Верхні Синівці
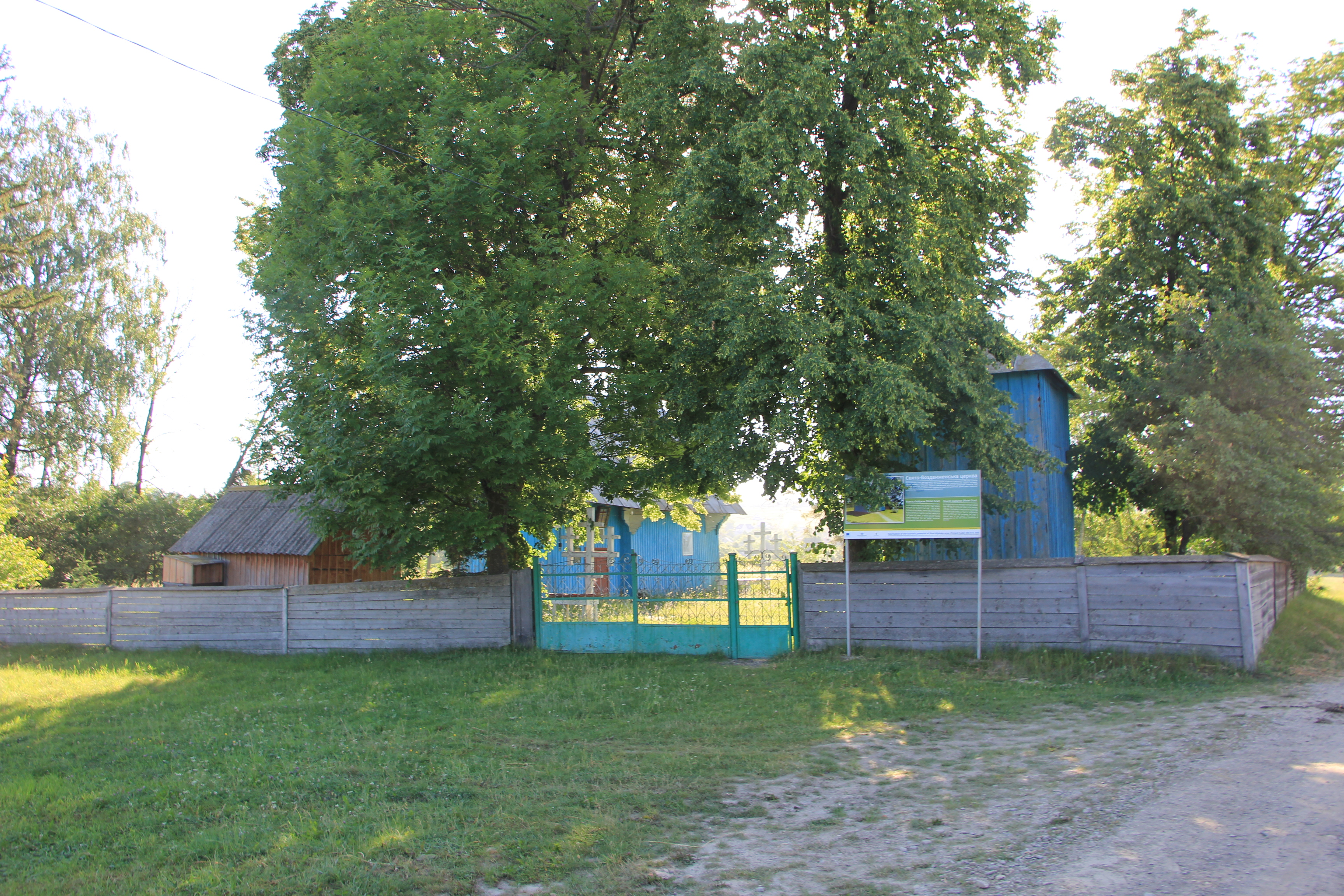
Дерев'яна церква Воздвиження Чесного Хреста 1790 с. Верхні Синівці
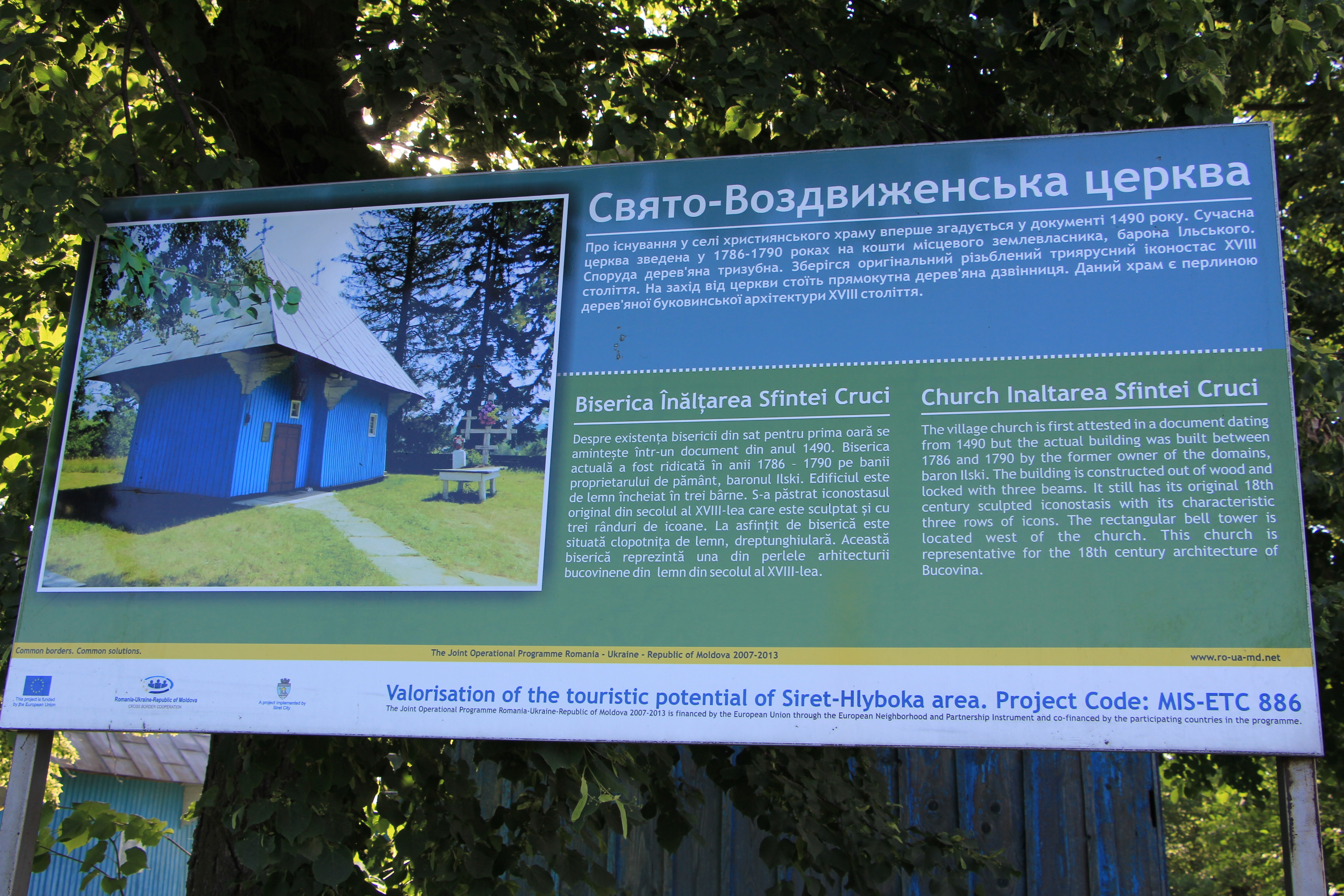
Дерев'яна церква Воздвиження Чесного Хреста 1790 с. Верхні Синівці
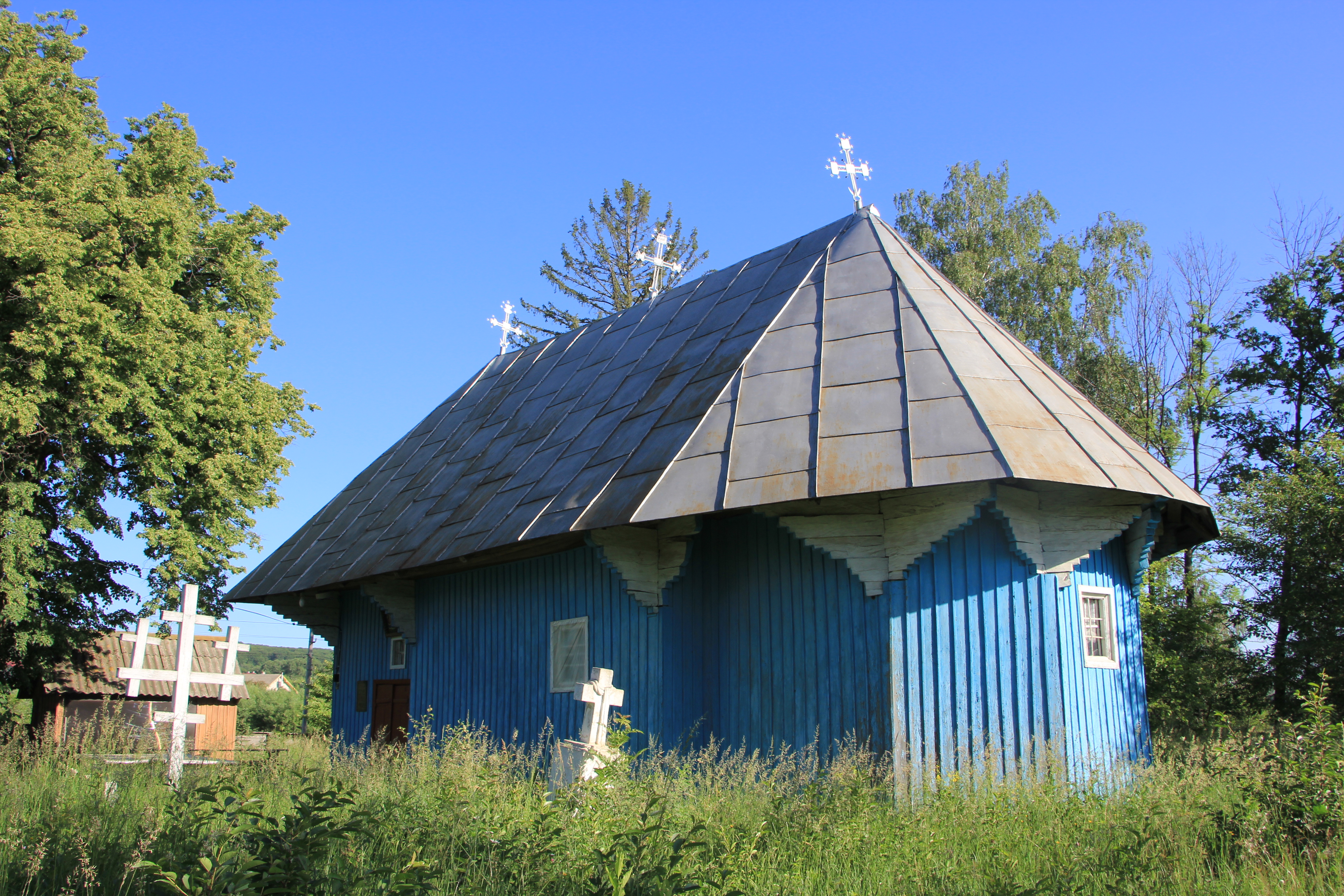
Дерев'яна церква Воздвиження Чесного Хреста 1790 с. Верхні Синівці